# Evenki
Evenki (u prošlosti poznati kao Tunguzi) (ruski: Эвенки, Evenki, kineski: 鄂温克族 Èwēnkè Zú, mongolski: Хамниган Khamnigan) su tunguski narod koji živi u Sjevernoj Aziji.

## Podrijetlo
Evenki nastajunju ogroma područja Sibira između Bajkalskog jezera i rijeke Amur. Evenki jezik tvori sjeverni ogranak mandžursko-tunguske skupine jezika i usko je povezana čak i s Negidalcima u Sibiru. Do 1600. su Evenki iz doline Lene i Jeniseja bili uspješni uzgajivači sobova. Za razliku od njih Evenki Soloni i Khamnigani (Evenki iz Transbajkala) bavili su se konjogojstvom.  Soloni (preci Evenka iz Kine) kao nomadi živjeli su uz rijeku Amur, oni su usko povezani s narodom Daur.

## Evenki u Rusiji
Evenki su nekad poznat kao Tunguzi, ova oznaka se proširila među Rusima u 17. stoljeću. Naziv Evenki postaje službeni naziv za ljude 1931. godine.
Evenki su raštrkani na ogromnom teritorije sibirske tajge od rijeke Ob na zapadu do Ohotskog mora na istoku, te od Arktičkog oceana na sjeveru do Mandžurije i Sahalina na jugu. Ukupna površina njihova staništa je oko 2,5 milijuna km², u Rusiji samo Rusi naseljavaju veći teritorij. Prema popisu stanovništva iz 2010. godine u Rusiji živi 38.396 Evenka, dok ih je na popisu 2002. bilo 35.527. Većina ih živi u Jakutiji, Krasnojarskom kraju i Evenčkom autonomnom okrugu.

## Evenki u Kini
Prema popisu stanovništva iz 2000. godine, u Kini živi 30.505 Evenka uglavnom iz skupine Solona i Khamnigana. 88,8% Evenka žive u Hulunbuir regiji na sjeveru Unutarnje Mongolije, u neposrednoj blizini grada Hailara. Evenksko autonomno područje također se nalazi u blizini Hulunbuira, tu živi oko 3.000 Evenka.